# كوكي جار تي في
كوكي جار تي في كانت فقرة برامج أمريكية للأطفال تبث على شبكة سي بي اس، عرضت لأول مرة في 16 سبتمبر عام 2006 حفلة كول سيكرت سلامبر ؛ ثم تغير الاسم في وقت لاحق ل كولاوبولس KEWLopolis (/ˈkuːlɔːpoʊlɪs/ KOO-law-poh-lis) في 15 سبتمبر، 2007 ثم كوكي جار تي في  يوم 19 سبتمبر2009 واستمرت حتى 21 سبتمبر 2013. كان في الأصل مبرمجة من قبل DIC الترفيه، استمرت الفقرة على مدى سبع سنوات، تم الاستحواذ  عليها عن طريق كوكي جار للترفيه  لصالح دي اتش اكس ميديا (وكلاهما المالك للفقرة).

## القصة

### ك.و.ل حفلة سيكرت سلامبر
في 19 يناير 2006، بعد شهرين من انتهاء فياكوم و شركة سي بي إس من فصلهما إلى شركتين تسيطر عليهما الشركتان (التي يملكها ناتشيونال اميوسيمنتز)، أعلنت سي بي اس أنها ستدخل في شراكة برمجة لمدة ثلاث سنوات مع دي أي سي انترتينمنت لإنتاج فقرة صباحية جديد في عطلة نهاية الأسبوع فقرة تعرض  برامج الأطفال يضم سلاسل جديدة وحديثة من مكتبة برامجها وشملت توزيع الشريط المحدد تأخر سباقات فورمولا 1 السيارات
أعلنت دي أي سي اصلا ان  الفقرة ستكون اسمه: سي بي اس صباح السبت حفلة سيكرت سلامبر، إلا أنه تم تغيير اسمها في وقت لاحق ل كول حفلة سيكرت سلامبر  بعد  شراكة دي أي سي مع كول،  وإيه أو إل هو موقع على شبكة الإنترنت يهدف إلى الأطفال، للمشاركة في إنتاج برامج الفقرة. أدار الموقع الإلكتروني لفقرة البرامج، وأصدر إعلانات الخدمة العامة التي بثت على التلفزيون وعلى شبكة الإنترنت. هذا التحالف، جنبا إلى جنب مع حقيقة أن بعض محطات سي بي اس  اختارت لشريط تأخير بعض البرامج على الهواء صباح يوم الأحد، وكان ما أدى إلى إعادة تسمية الفقرة
عرض فقرة كول حفلة سيكرت سلامبر  لأول مرة في 16 سبتمبر، 2006, استبدالا ل  نيك جونيور على شبكة سي بي اس (فقرة مبرمجة من قبل نيكلوديون، سي بي اس "الشقيقة التلفزيونية السابقة تحت ملكية فياكوم). تضمنت خطته الافتتاحية برنامجين أولي (كيك ودينس ريفولايشن)، وهو برنامج تم بثه في الأصل كبرنامج مشترك كجزء من فقرة شبكة أطفال دي أي سي  في عام 2005 (هورس لاند) وثلاثة عروض قبل عام 2006 (أبناء الوطن، ترولز و صابرينا (مسلسل رسوم متحركة)). وكان المضيفون الواقعيون في الفقرة (والذين استمدوا منهم جزئيا اسم حفلة سيكرت سلامبر من بعضهم)حفلة سلامبر غيرلز، وهي مجموعة من البوب المراهقين وقعت مع جيفن ريكوردس (تتألف من كاسي سكيربو، وموري لو، وكارلا ديراس، وكارولينا كاراتيني وكارولين سكوت)، الذين ظهروا خلال الإعلانات التجارية والفقرات  قبل بداية والجزء الأخير من كل برنامج  بمثابة الأداء الموسيقي لأحد المسلسل ظهرت في الفقرة، دينس ريفولايشن

### كولاوبوليس
في صيف عام 2007،  سحبت ك.و.ل رعايتها من فقرة الشبكة صباح  السبت. سي بي اس و DIC في وقت لاحق أعلنا  عن شراكة جديدة مع اميركان غريتينغ كوربوريشن  لاطلاق فقرة تدعى كولاوبوليس ، ظهرت لأول مرة في 21 سبتمبر من 2007، والتي من شأنها أن تستهدف الشابات الصغار وصفت التعادل في مع الشهرية في سن المراهقة مجلة KEWL (التي تأسست جزئيا من قبل ديك في مايو 2007؛ لم يعد في نشر). جنبا إلى جنب مع سيكوريوم سومبر بارتي هولدوفرز كيك و هورسيلاند، تضمنت الفقرة التي تم تجديدها مجموعة برامج جديدة ك  الدببة الطيبة: مغامرات كثيرة الطيبة، ستروبيري شورت كيك (مسلسل) و سوشي باك.

### كوكي جار تي في
في يونيو 20, 2008, تورونتو شركة إنتاج مقرها في   مجموعة كوكي جار أعلنت أنها ستشتري دي أي سي الترفيه؛ الشراء تم الانتهاء منه في شهر واحد في وقت لاحق يوم 23 يوليو. في 24 فبراير 2009, جددت  سي بي اس الاتفاق  مع كوكي جار  لمدة ثلاثة مواسم إضافية، على التوالي خلال عام 2012.
في وقت لاحق في أيلول / سبتمبر 19, أعيدت إطلاق الفقرة بعنوان  كوكي جرة تي في ; باستثناء ستراوبيري شورت كيك, معظم البرامج  التي ظهرت سابقا على اسلافها كولاوبوليس و كول حفلة سكريت سلامبر قد ألغيت في عرضها مجددا على الفقرة الجديدة. أغنية الفقرة مؤلفة من قبل رون اسرمان. في كوكي جرة تي في العلامة التجارية لا تزال في مكانها في الفقرة التي تتبع شركة  كوكي جار بعد استحواذها من قبل مجموعة دي اتش اكس ميديا في تشرين الأول / أكتوبر 2012.
في 24 يوليو 2013, أعلنت  سي بي اس انها اتفقت مع ليتون الترفيه (والتي برمجت بالفعل فقرة صباح السبت التي يتم تجميعها إلى أي بي سي المملوكة والمدارة والمحطات والشركات التابعة لها) لإطلاق مجموعة جديدة من فقرة صباح السبت يضم الحية العمل الواقع على أساس سلسلة تستهدف المراهقين 13 إلى 16 سنة. كوكي جار تي في انتهى عقدها  في تشغيل بعد سبع سنوات في 21 سبتمبر 2013، وحلت في الأسبوع التالي في 28 أيلول / سبتمبر فقرة محلها تشغلها ليتون بعنوان سي بي اس دريم تيم.

## البرامج
جميع البرامج بثت ضمن كتلة المحتوى المميز متوافقة مع البرامج التعليمية المتطلبات المقررة من قبل هيئة الإتصالات الفيدرالية عبر قانون  تلفزيون الأطفال. على الرغم من أن كتلة يبث  على الهواء في صباح اليوم السبت، مثل سابقاتها، وبعض الشركات التابعة ل سي بي اس قامت تأجيل بعض البرامج بثت داخل الفقرة  إلى صباح الأحد، أو (في حالة الشركات التابعة لها في غرب الولايات المتحدة) السبت بعد الظهر بسبب الأخبار العاجلة أو شديدة والتغطية الجوية، أو البث الإذاعي الوطني أو الإقليمي المحدد (خاصة في حالة ألعاب كرة القدم وكرة السلة في الجامعات) المقرر إجراؤها في وقت سابق من يوم السبت كمواد موسيقية للامتثال للوائح I / I. كما قامت بعض المحطات أيضا بتأخير الكتلة بأكملها من أجل استيعاب النشرات الإخبارية المحلية في نهاية الأسبوع في الصباح، وطبعة السبت من «إيرلي شو»، وخلفها لاحقا «سي بي إس» هذا الصباح أو غيرها من البرامج ذات الاهتمام المحلي (مثل البرامج العقارية أوبرامج لايف ستايل)

### البرامج السابقة
- باسيتاون مايستريس (2009-2013)
- كةيك (2006-2009)
- الدببة الطيبة: مغامرات كثيرة الطيبة (2007-2009)
- دينس ريفولايشن (2006-2007)
- دينجر رينجرز (2011-2012)
- فرقة داينو (2007-2009)
- دودلبوبس (2010-2013)
- دودلبوبس روكين رود شو (2010-2012)
- هورس لاند (2006-2009, 2011-2012)
- أبناء الوطن (2012-2013)
- نادين (2006-2010)
- نونبوري سوبر سيفن (2008-2010)
- صابرينا سر الحياة (2006-2008, 2010)
- صابرينا (مسلسل رسوم متحركة)(2009-2010)
- ستروبيري شورت كيك (مسلسل)(2006-2008, 2010-2011)
- سوشي باك (2007-2009)
- ترولز (2011)